# Monkey (Lied)
Monkey ist ein Synthiepop-Lied von George Michael, das 1987 auf seinem Album Faith veröffentlicht und im Juli 1988 als Single ausgekoppelt wurde. Es wurde ein Nummer-eins-Hit in den Billboard Hot 100 und in Kanada. Der Song wurde von Jimmy Jam und Terry Lewis koproduziert und ist damit der erste Nummer-eins-Hit, den George Michael nicht allein produziert hat.

## Entstehung
Das Produzentenduo Jimmy Jam und Terry Lewis hatte für Janet Jackson ein Remix-Album produziert, das in Großbritannien unter dem Titel More Control veröffentlicht wurde. Darauf befand sich eine Version von Nasty, die Michael sehr gefiel. Nach seiner Meinung hatten sie die Version zwar mit Akkorden angereichert, ohne dabei aber die funkigen Elemente zu vernachlässigen. Michael fragte die beiden, ob sie Monkey auf dieselbe Art remixen würden, und stellte ihnen ein Demo des Titels zur Verfügung. Allerdings entschieden Jam und Lewis, das Lied komplett neu aufzunehmen. Die Basisspuren nahmen sie in ihrem Studio in Minneapolis auf und gingen dann nach Los Angeles, wo Michael den Gesang aufnehmen sollte. Weil Michael mitten in den Proben für die anstehende Tournee war, pendelte er zwischen Proberaum und Studio, weshalb die Aufnahme des Gesangs rund eine Woche in Anspruch nahm. Nachdem der Gesang neu aufgenommen war, kombinierten ihn die Produzenten mit Samples vom Gesang der Demoversion. Zurück in ihrem Studio in Minneapolis, gefiel ihnen der Klang des Schlagzeuges nicht mehr, das Ergebnis sollte wie eine Live-Aufnahme klingen. Also spielte Jam Schlagzeugspuren neu ein und Vaughn Halyard, ein Synclavier-Programmierer, nahm Korrekturen am Drumcomputer vor. Damit bekam das Ergebnis eine Art von Live-Atmosphäre, die gut zum geplanten Musikvideo passte.

## Veröffentlichung
Im Herbst 1987 erschien Monkey auf George Michaels Album Faith. Am 3. Juli 1988 als Single ausgekoppelt, wurde das Stück der vierte Nummer-eins-Hit des Albums in den Billboard Hot 100. Es war die erste Single von CBS, die zeitgleich in sechs verschiedenen Versionen auf den Markt kam. Dabei handelte es sich um eine Singleversion und eine von Jam und Lewis gemixte Extended Version jeweils als Schallplatte, CD und Musikkassette.

## Chartplatzierungen
| ChartsChartplatzierungen       | Höchstplatzierung | Wochen |
| ------------------------------ | ----------------- | ------ |
| Deutschland (GfK)              | 24 (10 Wo.)       | 10     |
| Österreich (Ö3)                | 22 (6 Wo.)        | 6      |
| Schweiz (IFPI)                 | 5 (9 Wo.)         | 9      |
| Vereinigte Staaten (Billboard) | 1 (16 Wo.)        | 16     |
| Vereinigtes Königreich (OCC)   | 13 (6 Wo.)        | 6      |

| ChartsJahrescharts (1988)      | Platzierung |
| ------------------------------ | ----------- |
| Vereinigte Staaten (Billboard) | 45          |

## Coverversionen
- 1999: Timmy T
- 2008: Exposé